# Ulf Lindahl
Ulf Per Fredrik Lindahl, född 1940, är en svensk forskare inom veterinärmedicin. Han disputerade 1966 vid Uppsala universitet där han senare blev professor i medicinsk och fysiologisk kemi efter att tidigare ha varit professor i samma ämne vid institutionen för veterinärmedicinsk kemi på Sveriges lantbruksuniversitet. Han blev 1987 ledamot av Vetenskapsakademien.